# Ozodicera triguttata
Ozodicera triguttata är en tvåvingeart som beskrevs av Alexander 1921. Ozodicera triguttata ingår i släktet Ozodicera och familjen storharkrankar. Inga underarter finns listade i Catalogue of Life.